# Функ, Генрих Кристиан
Генрих Кристиан Функ (нем. Heinrich Christian Funck или нем. Heinrich Christian Funcke; 22 ноября 1771 — 14 апреля 1839) — немецкий ботаник, член-основатель Botanical Society of rain TPF, миколог, фармацевт, мэр города Гефрес.

## Биография
Генрих Кристиан Функ родился в городе Вунзидель 22 ноября 1771 года.
Функ получил фармацевтическое образование в Регенсбурге (1790—1794).
В 1794 году он переехал в Зальцбург, затем в Эрланген и в 1798 году в Йену.
В 1803 году Функ приобрёл аптеку в Гефресе. Процветающая аптека позволила ему совершить бесчисленные экскурсии в Фихтель, а также одну поездку в Италию и две в Швейцарию.
Генрих Кристиан Функ был мэром в Гефресе в течение 13 лет. В 1834 году он продал свою аптеку и целиком посвятил себя ботанике и исполнению обязанностей мэра.
В 1835 году Функ перенёс инсульт, был парализован и мог передвигаться только на костылях.
Генрих Кристиан Функ умер в городе Гефрес 14 апреля 1839 года.

## Научная деятельность
Генрих Кристиан Функ специализировался на Мохообразных, семенных растениях и на микологии.

## Научные работы
- Kryptogamische Gewächse des Fichtelgebirges. 17 Hefte, Leipzig 1803—1808.
- Deutschlands Moose — ein Taschen-Herbarium zum Gebrauch bei Excursionen. Birne, Bayreuth 1820.

## Почести
В честь Г. Х. Функа был назван род растений Funkia Spreng. — Функия.